# Campeonato Europeo Sub-18 1986
El Campeonato Europeo Sub-18 1986 se llevó a cabo en Yugoslavia del 11 al 15 de octubre y contó con la participación de 8 selecciones juveniles de Europa en la edición válida como la eliminatoria europea rumbo a la Copa Mundial de Fútbol Sub-20 de 1987.
Alemania Democrática venció en la final a Italia para ganar su tercer título de la categoría.

## Participantes
| - Alemania Federal - Alemania Democrática - Bélgica - Bulgaria | - Escocia - Italia - Rumania - Yugoslavia |

## Resultados

### Llave Principal
|  | Cuartos de final     | Cuartos de final |                  |                      | Semifinales   | Semifinales   |  |                      | Final         | Final         |  |
|  | 11 de octubre        | 11 de octubre    |                  |                      | 13 de octubre | 13 de octubre |  |                      | 15 de octubre | 15 de octubre |  |
|  |                      |                  |                  |                      |               |               |  |                      |               |               |  |
|  |                      |                  |                  |                      |               |               |  |                      |               |               |  |
|  | Yugoslavia           | 0                |                  |                      |               |               |  |                      |               |               |  |
|  | Yugoslavia           | 0                |                  |                      |               |               |  |                      |               |               |  |
|  | Alemania Democrática | 2                |                  |                      |               |               |  |                      |               |               |  |
|  | Alemania Democrática | 2                |                  | Alemania Democrática | 1             |               |  |                      |               |               |  |
|  |                      |                  |                  | Alemania Democrática | 1             |               |  |                      |               |               |  |
|  |                      |                  | Alemania Federal | 0                    |               |               |  |                      |               |               |  |
|  | Rumania              | 0                | Alemania Federal | 0                    |               |               |  |                      |               |               |  |
|  | Rumania              | 0                |                  |                      |               |               |  |                      |               |               |  |
|  | Alemania Federal     | 3                |                  |                      |               |               |  |                      |               |               |  |
|  | Alemania Federal     | 3                |                  |                      |               |               |  | Alemania Democrática | 3             |               |  |
|  |                      |                  |                  |                      |               |               |  | Alemania Democrática | 3             |               |  |
|  |                      |                  | Italia           | 1                    |               |               |  |                      |               |               |  |
|  | Italia               | 2                | Italia           | 1                    |               |               |  |                      |               |               |  |
|  | Italia               | 2                |                  |                      |               |               |  |                      |               |               |  |
|  | Bélgica              | 1                |                  |                      |               |               |  |                      |               |               |  |
|  | Bélgica              | 1                |                  | Italia               | 1             |               |  |                      |               |               |  |
|  |                      |                  |                  | Italia               | 1             |               |  |                      |               |               |  |
|  |                      |                  | Escocia          | 0                    |               |               |  |                      |               |               |  |
|  | Escocia              | 2                | Escocia          | 0                    |               |               |  |                      |               |               |  |
|  | Escocia              | 2                |                  |                      |               |               |  |                      |               |               |  |
|  | Bulgaria             | 1                |                  |                      |               |               |  |                      |               |               |  |
|  | Bulgaria             | 1                |                  |                      |               |               |  |                      |               |               |  |
|  |                      |                  |                  |                      |               |               |  |                      |               |               |  |

### Ronda de Consolación

#### 5º - 8º Lugar
| Equipo 1 | Resultado | Equipo 2   |
| -------- | --------- | ---------- |
| Bélgica  | 0-1       | Bulgaria   |
| Rumania  | 0-5       | Yugoslavia |

#### Tercer lugar
| Equipo 1 | Resultado | Equipo 2         |
| -------- | --------- | ---------------- |
| Escocia  | 0-1       | Alemania Federal |

## Campeón
| Eurocopa Sub-18 1986           |
| ------------------------------ |
| Bandera de Alemania Oriental   |
| Alemania Democrática 3º Título |

## Clasificados al Mundial Sub-20
| - Alemania Federal - Alemania Democrática | - Bulgaria - Escocia | - Italia - Yugoslavia |